# Atlas (hordozórakéta)

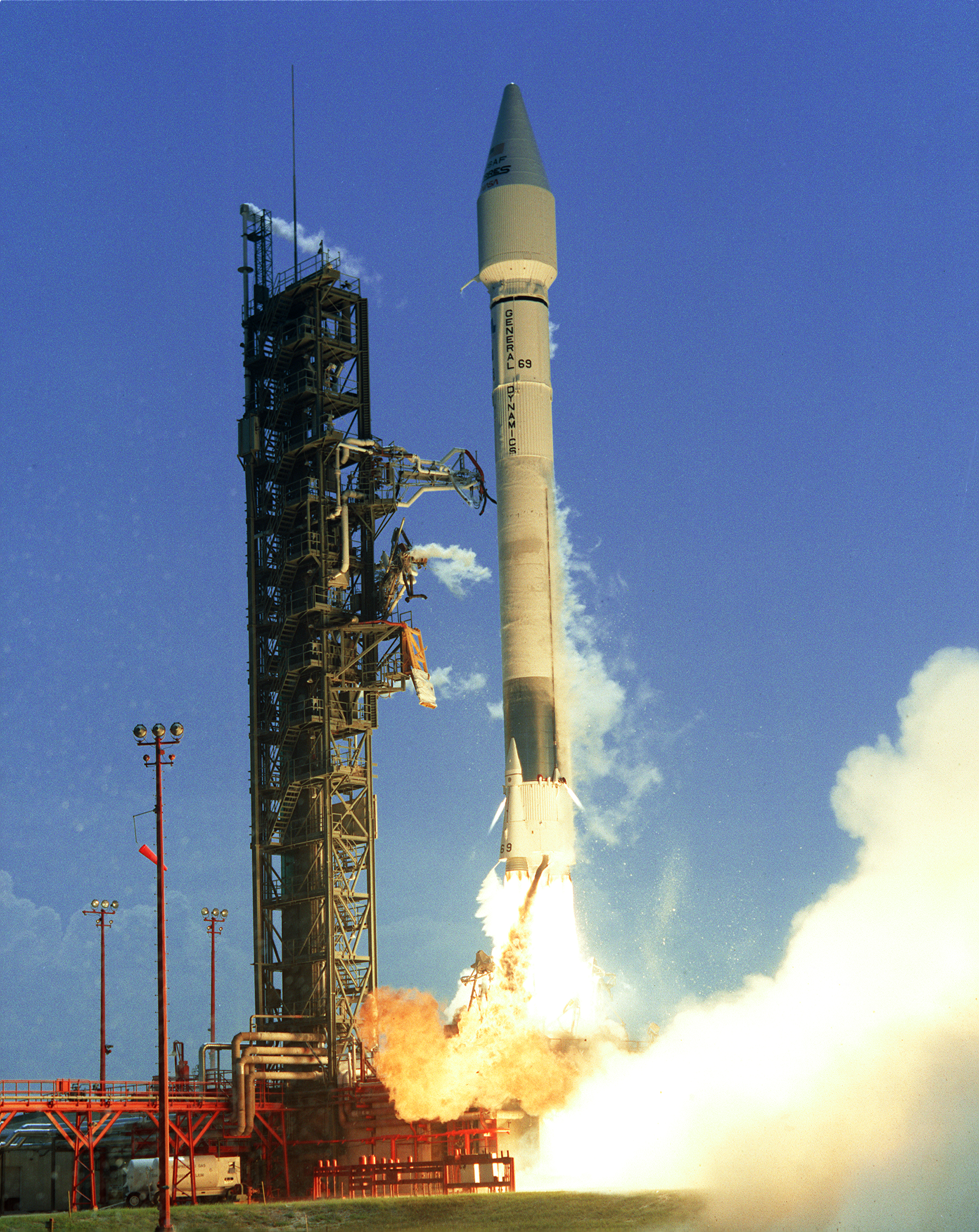
Atlas rakéta indítás közben

Az Atlas a General Dynamics cég által épített amerikai hordozórakéta.

## Története
A fejlesztés alapjául az SM–65 Atlas interkontinentális ballisztikus rakéta szolgált. Első tesztelését 1955–1957 között végezték. Folyékony hajtóanyagú (oxigén és kerozin), különleges, „másfél fokozatos” kialakítású.
Hossza 28,85, átmérője 3,05, maximális szélessége 4,88 méter. Két darab LR–89, egy darab LR–105 típusú hajtóművel rendelkezett. Hatótávolsága 8000–13 500 kilométer. Típusszámai: Atlas D/E/F; Atlas–Agena A/B/D. Hasznos terhelése 333 kilométeres alacsony Föld körüli pályán 1,5–2,5 tonna. Az Atlas D/E/F képezte az Atlas SLV–3 változatát, amelyek az Atlas–Centaur A/B alaprakétája.
Az 1960-as évektől az amerikai rakétasorozat alaptípusa, műholdakat, űrszondákat és űrhajókat indítottak vele. Ilyennel indították az első amerikai űrhajóst Föld körüli pályára.

## Atlas rakétát használó programok
- Mariner-program – amerikai űrszondák a Marsnál, a Vénusznál és a Merkúrnál
- Mercury-program – az első amerikai űrhajó (Friendship 7) orbitális pályán John Glennel a fedélzeten
- Gemini-program – Agena rakéták indítása

## Az Atlas rakétacsalád
- Atlas–Agena
- Atlas–Centaur
- Atlas–2 – 63 sikeres start
- Atlas–3
- Atlas V – a legújabb típus